# District de Pimentel
Le district de Pimentel est l'un des 20 districts de la province de Chiclayo au Pérou. Il est situé dans le département de Lambayeque et possédait 32 346 habitants en 2007.
Le district est la station balnéaire de Chiclayo à seulement 12 kmdu centre ville.

## Galerie

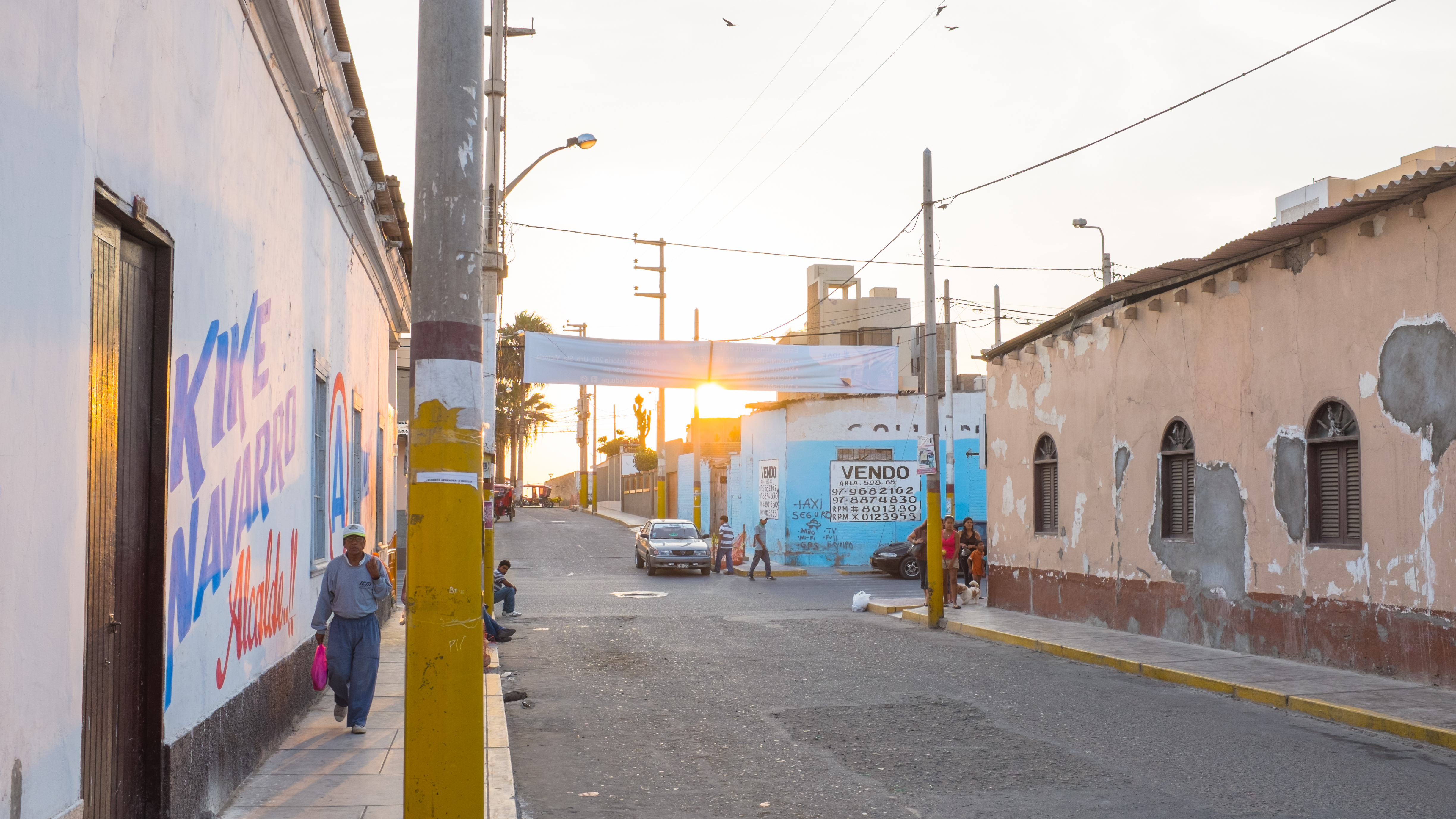
Soleil couchant sur la rue Chiclayo, Pimentel.
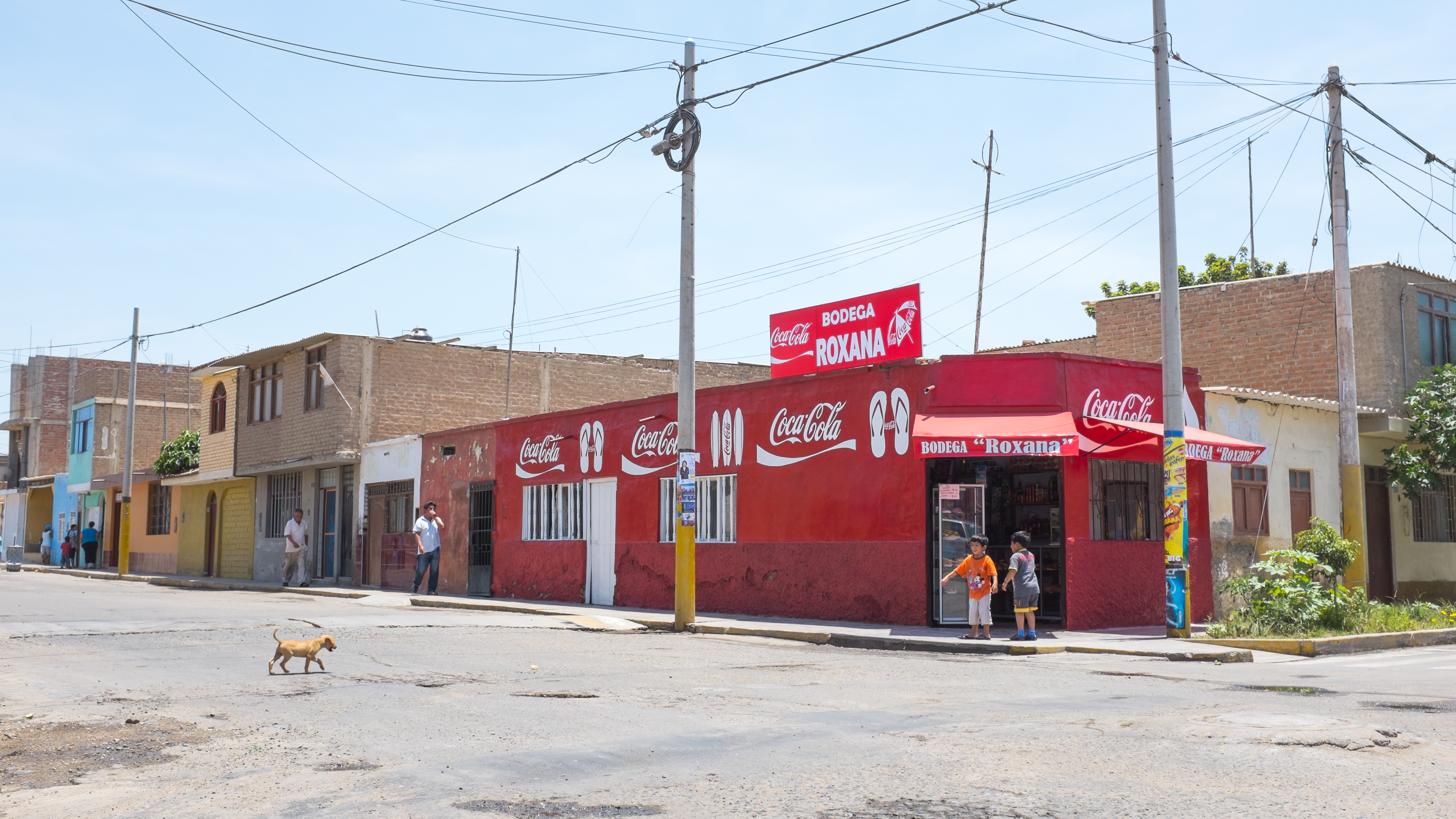
Non loin du marché central de Pimentel.
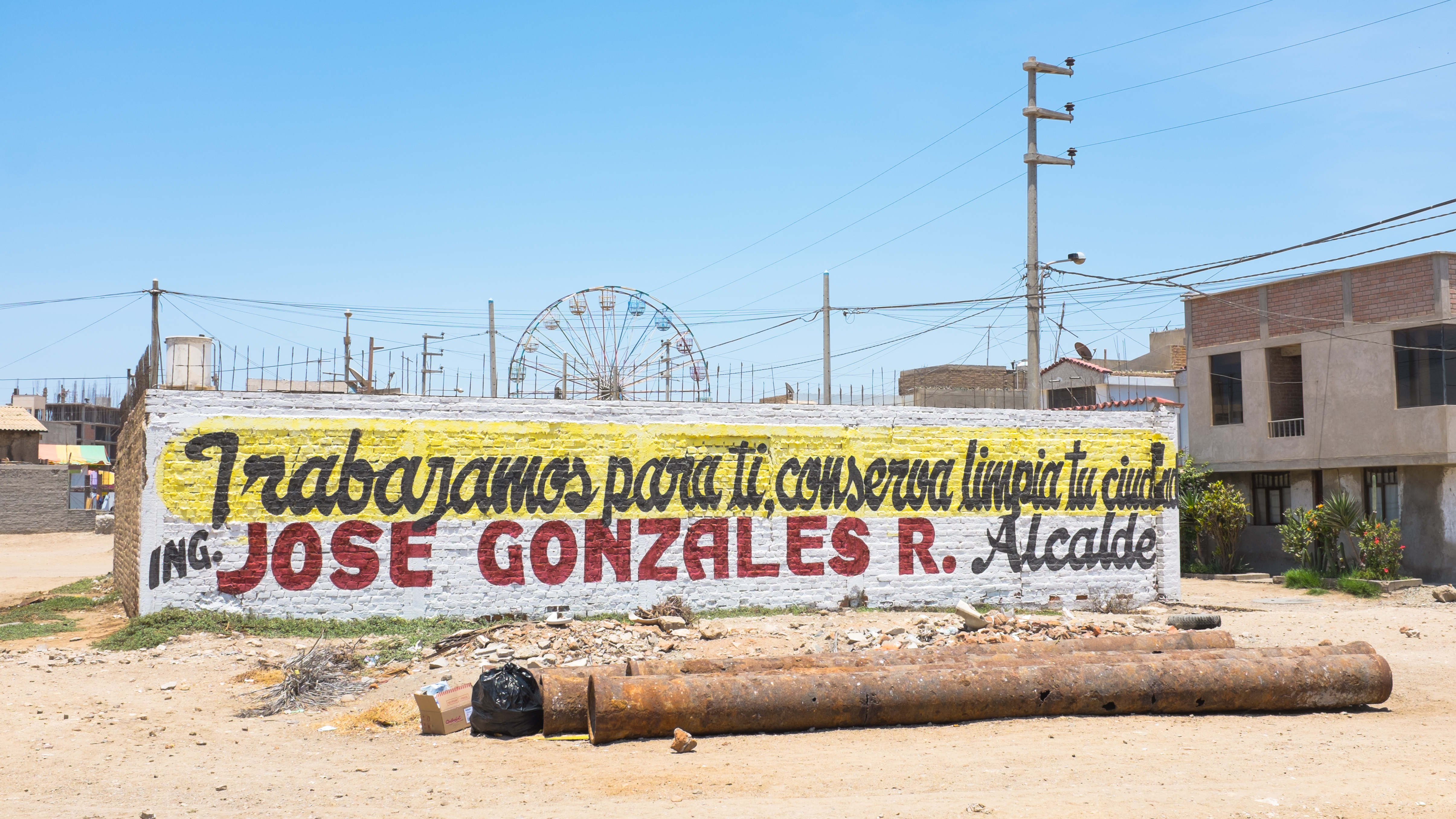
Les slogans habituels en vue des élections municipales, Pimentel.
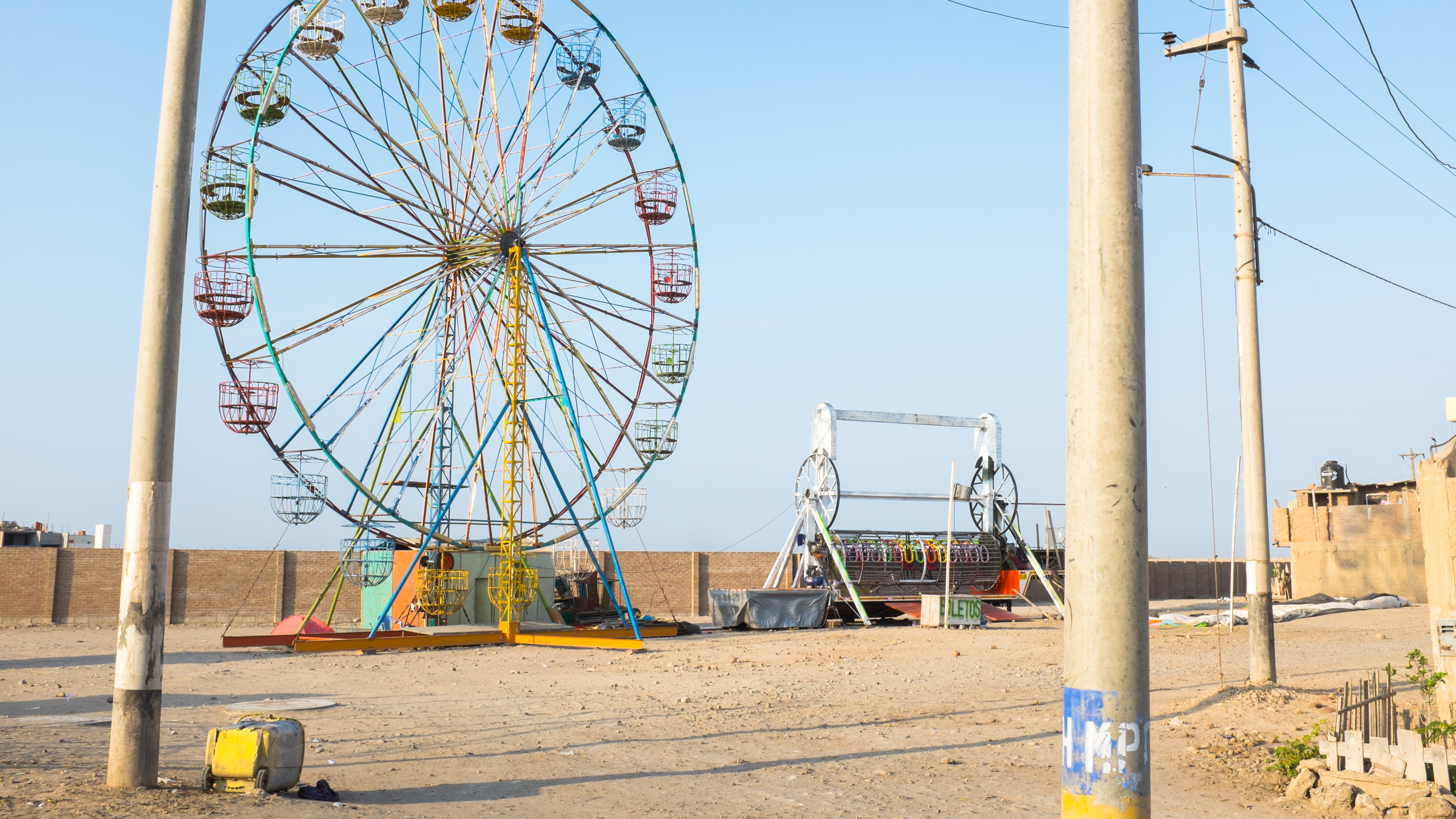
Un parc d'attraction à Pimentel.